# 夏潮号驱逐舰
夏潮号驱逐舰（夏潮），是阳炎型驱逐舰6号舰，服役于大日本帝国海军。该舰的建造是旧日本海军丸三计划的一部分。

## 背景
夏潮号驱逐舰由藤永田造船所承建，1937年12月9日龙骨铺设完毕，1939年2月23日下水，1940年8月31日竣工。

## 战史
珍珠港事件发生时，夏潮号驱逐舰被分配至第15驱逐舰队，隶属第2舰队第2水雷战队。随后，早潮号从帕劳出发，为八重山号布雷艇以及参加菲律宾战役的龙骧号航空母舰护航。[3]
1942年年初，夏潮号驱逐舰参加了荷蘭東印度群島戰役，当年一月在进攻万鸦老，肯達里和安汶岛行动中，她随同日军舰队行动并担任护航任务。在2月8日至9日，日军入侵望加錫期间，夏潮号被美国海军S-37号潜艇用鱼雷击沉，沉没地点位于望加錫南部约25千米远的地方，坐标为(05°10′S 119°24′E / 5.167°S 119.400°E经纬度: 05°10′S 119°24′E / 5.167°S 119.400°E)。10名船员阵亡，幸存者被她的姐妹舰黑潮号驱逐舰救起。1942年2月28日，日本海军将她除籍。 她是美国海军潜艇部队击沉的第一艘日本驱逐舰。

## 扩展阅读
- 大日本帝國海軍艦艇列表